# Рамсаи Хунтов синдром тип 2
Рамсаи Хунтов синдром тип 2 (акроним РХС) познат и под називом очни херпес зостер херпес зостер, поремећај је урокован реактивацијом варичела зостер вируса у коленом ганглиону, који је у саставу снопа нервних ћелија фацијалног нерва.
Рамсаи Хунтов синдром тип 2 се обично манифестује немогућношћу покрета многих мишића лица, болом у уху, губитком укуса на предњем делу језика, сувим очима и устима и везикуларним осипом.
Мање од 1% инфекција варичела зостер захвата фацијални нерв и резултује РХС.

## Епидемиологија
Процењује се да Рамсаи Хунтов синдром тип 2 представља 12% свих парализа фацијалног нерва. Јавља се и код имунокомпетентних и код имунокомпромитованих особа са имунокомпромитованим пацијентима који често имају тежи облик болести. Рамсаи Хунтов синдром тип 2  се може јавити у било којој старосној групи са случајевима пријављеним код пацијената у распону старости од 3 месеца до 82 године.

## Етиологија
Узрочник Рамсаи Хунтов синдром је  варичела зостер вирус ,  члан породице хуманих херпесвируса. Тачније, део је  подфамилије alphaherpesvirinae, заједно са вирусима херпес симплекса 1 и 2 (ХХВ-1 и ХХВ-2). Варичела зостер вирус је дволанчана ДНК која садржи вирус, технички познатији као људски алфахерпесвирус 3 (ХХВ-3).   Када се клиничка  инфекција варичела зостер вирусум јави, као водене богиње, вирус и након излечења болести остаје латентан у ганглијама кранијалног нерва или дорзалном корену и може се накнадно реактивирати у временима физиолошког стреса или имунокомпромиса, што доводи до херпес зостер, познатог као „зостер“ било где на тело или као Рамсаи Хунтов синдром када је укључена парализа лица.
Док се учесталост варичела и зостера драматично смањила откако је уведана вакцинација против варичела зостер вируса постала широко доступна од 1995. године, зостер и Рамсаи Хунтов синдром су ипак пријављени код пацијената који никада нису оболели од варичела, али који су вакцинисани живим атенуираним варичела зостер вирусом.

## Патофизиологија
Рамсаи Хунтов синдром тип 2 односи се на зостер коленог ганглиона, дела фацијалних нерава. Након почетне инфекције познате као водене богиње (варичела),   варичела зостер вирус мирује у нервним ћелијама у телу, где га имуни систем држи под контролом. Ако је имуни систем на било који начин потиснут (на пример током болести, током стреса или хемотерапије), вирус путује до краја нервне ћелије. Ако захваћене нервне ћелије леже унутар нерава лица, он изазива описане симптоме под називом Рамсаи Хунтов синдром тип 2  или једноставно РХС.
Захваћени ганглион је одговоран за покрете мишића лица, осећај додира дела ува и ушног канала, функцију укуса предњих две трећине језика и влажење очију и уста. Синдром се посебно односи на комбинацију овог ентитета са слабошћу мишића коју активира фацијални нерв.(када носи назив Белова парализа).
Међутим, као и код зостера, недостатак лезија не искључује дефинитивно постојање херпес инфекције. Чак и пре ерупције везикула, варичела зостер вирус се може изоловати са коже уха.

## Клиничка слика
Рани знаци и симптоми укључују интензиван бол у једном уху, вилици на једној страни или врату на једној страни који може претходити акутној парализи лица недељу дана или више.
Акутни симптоми укључују:
- акутну парализу фацијалног нерва,

- бол у уху, вилици и/или врату

- губитак укуса у предње две трећине језика,

- сува уста и очи,

- еритематозни везикуларни осип у ушном каналу, језику и/или тврдом непцу. [11]

Пошто се вестибулокохлеарни нерв налази у близини коленог ганглиона, он такође може бити захваћен, а пацијенти такође могу патити од:
- тинитуса,

- губитак слуха,

- хиперакузија

- вртоглавица.

Рефлекс гутања такође може бити погођен. а захваћеност тригеминалног нерва може изазвати утрнулост лица.

## Дијагноза
Ремзи Хантов синдром типа 2 може се дијагностиковати на основу клиничких карактеристика, међутим, у двосмисленим случајевима ПЦР или директна имунофлуоресцентна анализа везикуларне течности може помоћи у дијагнози. 
Лабораторијске анализе као што су број белих крвних зрнаца, ЕСР и електролити треба да се прибаве да би се разликовала инфективна и инфламаторна етиологија.

### Клиничка дијагноза
Приликом физичког прегледа тражи се везикуларни егзантем на спољашњем слушном каналу,  или ушној шкољки и суве очи са могућим оштећењем епитела доњег дела рожњаче услед непотпуног затварања очних капака. Могуће је дијагностиковати и Рамсаи Хунтов синдром типа 2 без присуства спољашњег осипа и може се јавити код до 30% пацијената.

### Дијагностичке процедуре
Рамсаи Хунтов синдром тип 2 се обично може дијагностиковати на основу клиничких карактеристика. Међутим, за сумњиве случајеве са нејасном презентацијом,  варичела зостер вирус се може изоловати из течности везикула. ПЦР културе суза може имати позитиван  налаз варичела зостер вирус . Међутим, 25-35% пацијената са Беловом парализом може имати лажно позитиван налаз варичела зостер вируса у сузама. 
Ако се сумња на компликације централног нервног система као што су менингитис, вентрикулитис или менингоенцефалитис, препоручује се брза лумбална пункција са анализом кичмене течности и снимањем (ЦТ главе).
МРИ са контрастом се може наручити ако је дијагноза двосмислена како би се искључили други узроци акутне парализе лица као што су мождани удар, лајмска болест, мултипла склероза, рак или тумори. Овај тест се најчешће наручује ако пацијент има атипично РХС синусни херпес.

## Превенција
Зостер се спречава  имунизацијом против узрочника  варичела зостер вируса,  применом вакцине против зостера. Вакцинација која се препоручује одраслима од 50 и више година,  доступна је у две верзије, као жива и  ослабљена вакцина Зоставак (сада укинут у САД, у суштини вакцина против варичеле са већом дозом) и протеинска подјединица Shingrix.

## Терапија
Третмани за Рамсаи Хунтов синдром типа 2 користе се за смањење даљег оштећења узрокованог вирусном инфекцијом. Ови лекови неће санирати штету која је већ настала у време када су прописани. 
Почетни третман са кортикостероидом као што је преднизон и антивирусним леком као што је ацикловир (500 милиграма пет пута дневно), валацикловир (1.000 мг три пута дневно) или фамцикловир (500 мг три пута дневно) у трајању од 5 до 7 дана је стандардан облик лечења. Међутим, како су неке студије  показале касније оштећење фацијалног нерва, препоручује се да примена терапије  антивирусних лекова траје најмање 21 дан.
Студије показују да третман започет у року од 72 часа од појаве парализе лица побољшава шансе да пацијент доживи значајан опоравак.  Чини се да се шансе за опоравак смањују када се лечење одложи. Одлагање лечења може довести до трајне парализе фацијалног нерва. Међутим, неке студије показују да чак и када се стероиди започну брзо, само 22% свих пацијената постигне потпуни опоравак од парализе лица. Третман очигледно нема ефекта на опоравак од губитка слуха.
Меклизин и бензодиазепини као што су диазепам и вестибуларна терапија се понекад користе за лечење вртоглавице.
Током фазе акутног опоравка, око на захваћеној страни лица можда неће у потпуности или уопште да трепће и можда се неће чврсто или уопште затворити када пацијент спава. Ако је око суво или се осећа надражено, ово је јак показатељ да око не трепће правилно или се потпуно не затвара. Коришћење вештачких суза сваких 5 до 20 минута док је  будан и заштита ока док спава су веома важни за одржавање здравља ока. Пре спавања треба нанети гела за очи а преко ноћи треба  користити медицинске траке за осетљиву кожу или фластера за очи да би се око држало затвореним или  коморе за одржавање влажности ока. Предузимање ових мера предострожности је изузетно важно за очување здравља и функционалности ока и спречавање абразија рожњаче и чирева на рожњачи.
Нуралгични бол повезан са Рамсаи Хунтовим синдромом може бити екстреман и локализован у уху, врату, образу, вилици и лицу. Овај нервни бол можда неће добро реаговати на стандардне третмане бола укључујући НСАИЛ и опиоиде. Лекови посебно за бол у нервима, као што су трициклични антидепресиви и габапентин, показали су се ефикасним за неуропатски бол и пост-херпетичку неуралгију уобичајену за Рамсаи Хунтов  синдром.
Физикална терапија, прекомерно кретање или електрична стимулација практиковани током прве године опоравка увелико повећавају шансе за дуготрајне компликације укључујући хиперактивне мишиће и синкинезу, који су трајни. Најчешћи облик синкинезе код пацијената са Рамсаи Хунтовим синдром укључује спајање ока са устима (трептање док говори, сузење током јела) и удубљење на бради (удубљења на бради се формирају приликом говора). Многи облици синкинезе се могу лечити коришћењем медицинског ботокса који примењује добро едукован лекар.
| Тип                                                                  | Намена | Начин употребе                                        | Метод   |
| -------------------------------------------------------------------- | --- | ----------------------------------------------------- | ------- |
| Антивирусни лекови, укључујући ацикловир, валацикловир и фамцикловир | За смањење болова и убрзање опоравка                                                                             | 2 до 5 пута дневно, како вам је прописао лекар        | Орално  |
| Антиинфламаторни лекови, укључујући ибупрофен                        | За ублажавање болова и отока                                                                                     | Сваких 6 до 8 сати                                    | Орално  |
| Наркотични лекови или средства против болова                         | Да се смањи бол                                                                                                  | Вероватно ће бити прописан једном или два пута дневно | Орално  |
| Антиконвулзанти или трициклични антидепресиви                        | За лечење продуженог бола                                                                                        | Једном или два пута дневно                            | Орално  |
| Антихистаминици, као што је дифенхидрамин (Бенадрил)                 | За лечење свраба                                                                                                 | Сваких 8 сати                                         | Орално  |
| Креме за умртвљивање, гелови или фластери, као што је лидокаин       | Да се смањи бол                                                                                                  | Применити по потреби                                  | Локално |
| Капсаицин (Зострик)                                                  | Како би се смањио ризик од нервног бола званог постхерпетична неуралгија, који се јавља након опоравка од шиндре | Применити по потреби                                  | Локално |

## Компликације
Осим присутних симптома попут: бола, осипа, парализе лица, дисгеузије, губитка слуха, зујања у ушима, вртоглавице, промуклости, дизартрије и других горе наведених, краткорочних компликација Рамсаи Хунтов  синдром  укључују абразију рожњаче и кератопатију изложености, депресији и социјалну анксиозност, али и преношење варичела на невакцинисане или имунокомпромитоване особе у блиском контакта.
Док је млитава парализа на дужи рок мало вероватна, развој синкинезе је врло чест. Друге дугорочне компликације укључују постхерпетичну неуралгију, ожиљке од везикула и упорну депресију и/или социјалну анксиозност због губитка функције лица.

## Прогноза
Свеукупно између 30% и 70% пацијената са Рамсаи Хунтовим синдромом типа 2 опоравља већину функционалних испада у зависности од ране дијагнозе и лечења, а шансе за опоравак падају на 50% ако се лечење одложи више од 72 часа.
Када се активна инфекција уклони антивирусним лековима, фацијални нерви ће почети да поново враћа функцију приближно 1 мм дневно. Процес опоравка од Рамсаи Хунтовог синдром је знатно дужи од Белове парализе. У просеку, код пацијенти са Рамсаи Хунтовим синдромом симптоми нестају између 5 и 12 месеци након постављања дијагнозе а може се очекивати да ће се повлачење симптоа наставити и до 2 године након постављања дијагнозе. Повремено, пацијенти могу доживети мања побољшања после 2 године. 
Редослед којим се симптоми повлаче је веома индивидуалан. Иако ће већина пацијената доживети одређени опоравак; потпуни опоравак без дуготрајних симптома јавља се у мањем броју случајева. Главни фактори који утичу на укупну прогнозу су озбиљност симптома на почетку, старост и опште здравствено стање  и време иницијалног лечења
Уобичајени дугорочни ефекти Рамсаи Хунтовог синдрома укључују:
- Трајна парализа лица неких или свих захваћених фацијалних нерава

- Абразија рожњаче и/или чиреви ако се не води одговарајућа брига о оболелом оку, што може утицати на дуготрајан вид

- Неуропатски бол и пост-херпетична неуралгија обично могу да трају дуже од 3 месеца, а годину до 18 месеци није неуобичајено. Више од 50% пацијената пријављује постхерпетичну неуралгију.[11]

- Постхерпетички умор је такође уобичајена дуготрајна нуспојава и може трајати неколико месеци до годину дана или више.

- Слабост у погођеним мишићима лица

- Осетљивост на хладноћу и топлоту у захваћеним мишићима лица

- Синкинеза укључујући треперење очију, удубљење на бради и сузење очију

- Хиперактивни мишићи који се неадекватно контрахују

- Мање уобичајени дугорочни ефекти укључују:

- Недостаци вербалне обраде укључујући изговарање нетачне речи (афазија)

- Недостаци памћења укључујући недостатке у краткорочном памћењу

- Вертиго

- Делимични или потпуни губитак слуха

- Хиперакузија

- Хиперактивни мишићи, посебно на врату и образима

- Тинитус

- Неки пацијенти пријављују повећану осетљивост на барометарски притисак са променама временских прилика које изазивају бол на захваћеној страни лица.